# Monte Amaro
Il monte Amaro (2793 m s.l.m.) è la cima montuosa più elevata del massiccio della Maiella e la seconda più alta nella regione Abruzzo e nell'intero Appennino continentale, dopo il Corno Grande del Gran Sasso.

## Descrizione

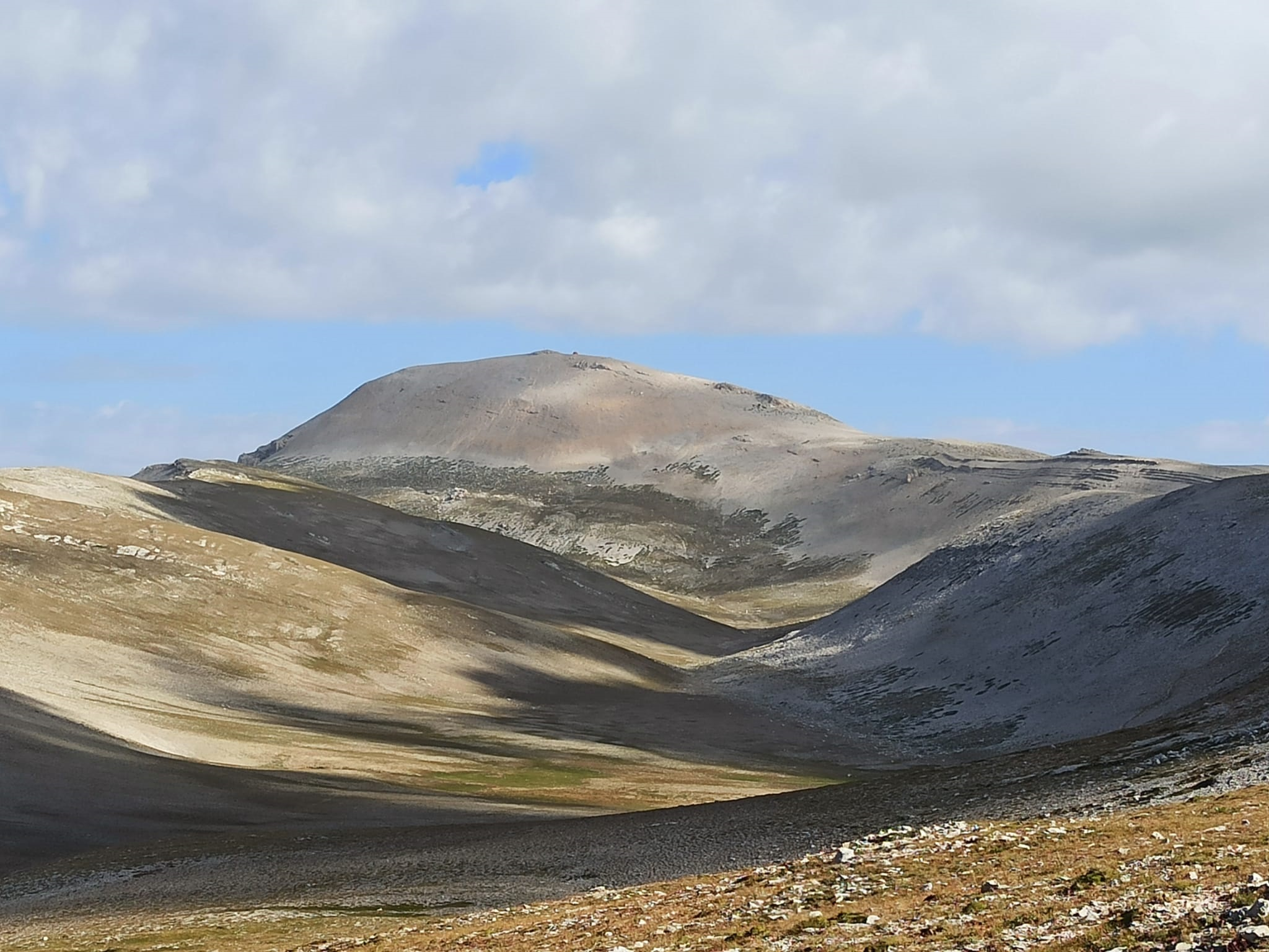
Il monte Amaro visto dalla valle di Femmina Morta

La montagna occupa una posizione centrale all'interno del massiccio della Maiella, circondato a nord dal monte Pesco Falcone, a nord-est dal monte Tre Portoni, a est dalla cima dell'Altare e a sud dal monte Macellaro, cui è separato dalla valle di Femmina Morta. Più precisamente, è posta sul versante occidentale del massiccio, che scende ripido verso Pacentro e passo San Leonardo. Il versante orientale dà invece sui vari monti sparsi a nord-ovest, tra cui il monte Acquaviva, separati da valloni e profonde gole, e sulle valli di Fara San Martino e Taranta Peligna rispettivamente a est e sud-est. Sulla cima vi è il bivacco Cesare Mario Pelino, a forma di igloo e verniciato di rosso e contenente il libro di vetta, con in basso, lato nord, il rifugio Ciro Manzini.

## Storia

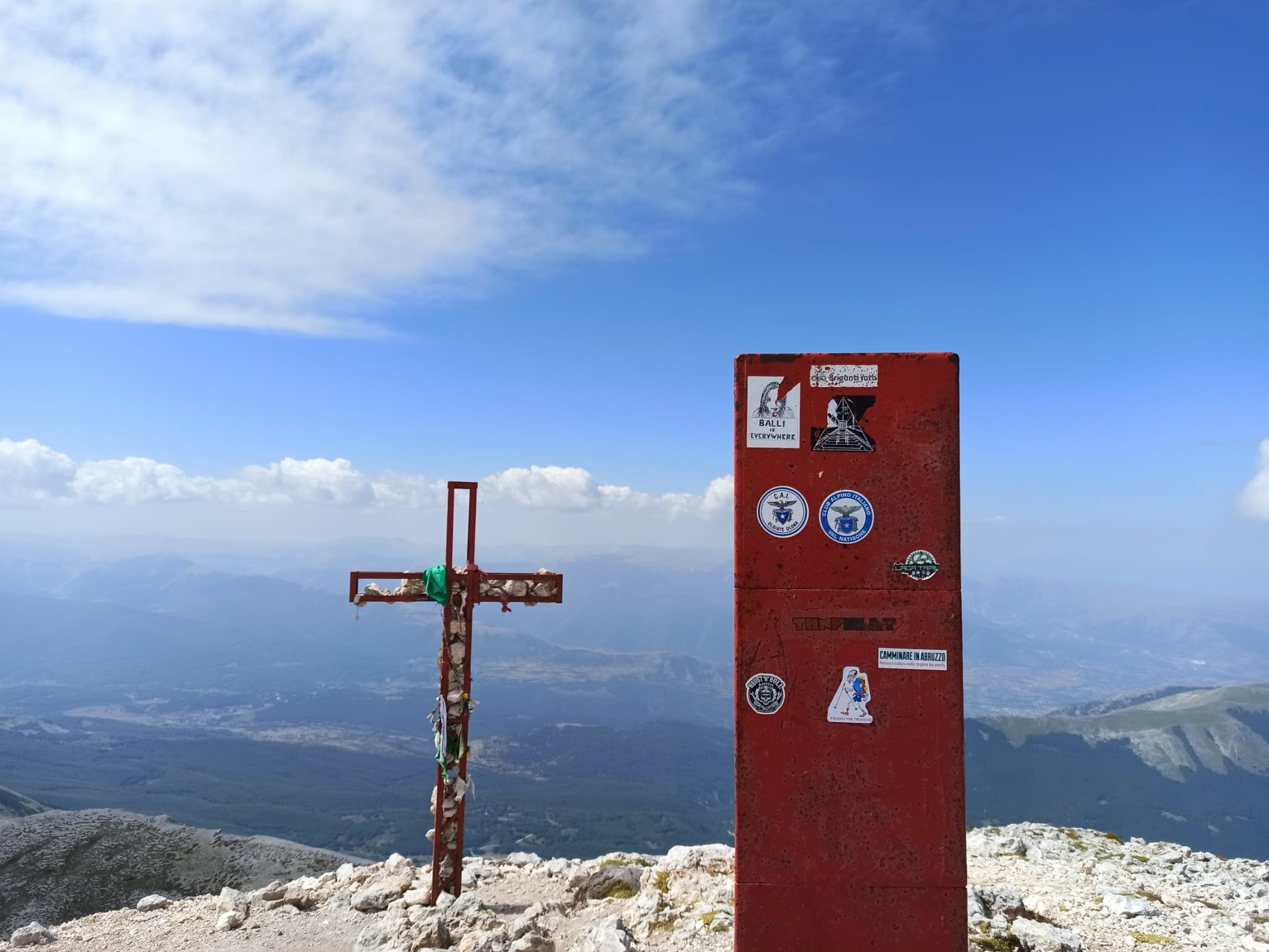
Croce posta sul punto più alto del monte Amaro

Il monte Amaro fu denominato in origine "mons Malus", col significato latino di "monte Malo", come documenta una bolla del XIII secolo emanata da papa Onorio III, che con il mutare della lingua avvenuto nel corso del tempo, venne alterato nella denominazione in uso, che, come il nome precedente, fa riferimento all'asperità che ne caratterizza la sommità.
Nell'XI secolo vennero eseguiti degli scavi nelle viscere del monte per estrarre marmi e pietre che furono impiegati nella costruzione delle colonne presenti in una cappella dell'eremo di Santo Spirito a Maiella.
La vetta del monte Amaro, catalogata al catasto del Regno delle Due Sicilie come "pascolo o incolto produttivo" e di proprietà privata di Giuseppe Andrea Angeloni, nel 1890 venne acquisita con donazione dal CAI di Roma per costruirvi nello stesso anno il rifugio Vittorio Emanuele II, dedicato al re d'Italia di Casa Savoia, poi ceduto nel 1937 al CAI di Chieti.
Nella primavera del 1944, durante la seconda guerra mondiale, la cima, come altre del massiccio della Maiella, venne occupata dai tedeschi, intenti a contrastare le mosse degli alleati, i quali attrezzarono la zona con i contraerei e con la costruzione ivi di un osservatorio e di una teleferica che permetteva loro di raggiungere la vetta da Campo di Giove. La funicolare venne notata dai partigiani della Brigata Maiella, che diedero inizio ad azioni di guastamento della teleferica e fecero bombardare dagli Spitfire inglesi i tedeschi posizionati sulla cima, portando alla distruzione del rifugio Vittorio Emanuele II. La funicolare, già pesantemente danneggiata dai partigiani, verrà definitivamente demolita dagli stessi tedeschi il giorno 7 giugno 1944, al peggiorare degli esiti della guerra.
Nel 1964 venne costruito, sulla parte alta della Valle Cannella, ma sempre sul monte Amaro, il rifugio Ciro Manzini, intitolato all'alpinista farese che nel 1937 raggiunse per primo la cima delle Murelle e che perì il 23 dicembre 1940, mentre durante la seconda guerra mondiale combatteva sul fronte greco-albanese, venendo insignito della medaglia d'argento al valor militare. Sempre nello stesso anno e fino al 1966 il CAI di Sulmona svolse in parallelo i lavori di edificazione, sulla parte di terreno che fu del rifugio Vittorio Emanuele II, del bivacco Falco Maiorano, intitolato all'omonima guida alpina del club. La nuova costruzione ebbe però vita breve: venne spazzata completamente da una forte bufera di neve nel 1974.
Nel 1981, con un progetto del tutto differente dai precedenti, il CAI di Sulmona, coadiuvato dagli aviatori di Frosinone, diede inizio ai lavori di costruzione del bivacco Cesare Mario Pelino che termineranno l'anno seguente, con la nuova struttura che verrà quindi inaugurata il 18 luglio 1982 ed intitolata ad uno dei membri di un noto confettificio di Sulmona.

## Vie alpinistiche
Le vie alpinistiche che consentono in ambito escursionistico di raggiungerne la vetta comprendono vie dette "direttissime" che salgono da Pacentro, in corrispondenza di passo San Leonardo, e da Sant'Eufemia a Maiella ("rava del Ferro", "rava della Giumenta Bianca" e "rava della Vespa") e alcuni sentieri del parco nazionale della Maiella ibridi con il sentiero Italia del CAI, alcuni dei quali via Blockhaus o Campo di Giove, costituenti la via normale di ascesa. Le vie direttissime portano il nome di "rava", termine che sta ad indicare un canalone franoso fatto di detriti pietrosi che scende tra due pendii.